# Laporte (Minnesota)
Laporte è un comune degli Stati Uniti d'America, situato nello Stato del Minnesota, nella Contea di Hubbard.